# Suzanne Landells
Suzanne Ciscele Landells, née le 12 décembre 1964 dans le Queensland, est une nageuse australienne.

## Biographie
Aux Jeux olympiques d'été de 1984 à Los Angeles, Suzanne Landells est médaillée d'argent sur 400 mètres quatre nages.
Elle reçoit la médaille de l'Ordre d'Australie le 26 janvier 1987.